# Caccia alla volpe (film 1931)
Caccia alla volpe (The Fox Hunt) è un film del 1931 diretto da Wilfred Jackson. È un cortometraggio animato della serie Sinfonie allegre, prodotto dalla Walt Disney Productions e uscito negli Stati Uniti il 20 ottobre 1931, distribuito dalla Columbia Pictures.